# Mistrovství světa v ledním hokeji 2024 (Divize I)
Mistrovství světa v ledním hokeji 2024 (Divize I) byl mezinárodní hokejový turnaj pořádaný Mezinárodní hokejovou federací.
Turnaj skupiny A se konal v italském Bolzanu od 28. dubna do 4. května a turnaj skupiny B v litevském Vilniusu od 27. dubna do 3. května 2024.

## Skupina A

### Účastníci
| Tým         | Kvalifikace                                     |
| ----------- | ----------------------------------------------- |
| Maďarsko    | 15. místo v MS v hokeji 2023 – sestup           |
| Slovinsko   | 16. místo v MS v hokeji 2023 – sestup           |
| Itálie      | Pořadatel, 3. místo v Divizi I – skupina A 2023 |
| Jižní Korea | 4. místo v Divizi I – skupina A 2023            |
| Rumunsko    | 5. místo v Divizi I – skupina A 2023            |
| Japonsko    | 1. místo v Divizi I – skupina B 2023 – postup   |

### Rozhodčí
| Hlavní | Čároví |
| --- | --- |
| - Mike Langin - Mads Frandsen - Geoffrey Barcelo - Benjamin Hoppe - Uldis Bušs - Milan Zrnić - Peter Stano - Sean Fernandez | - Tommi Niittyla - Clément Goncalves - Patrick Laguzov - Daniel Beresford - Davide Mantovani - Knut Bråten - Gašper Zgonc |

### Tabulka
|  | Postupující do elitní divize      |
|  | Sestupující do skupiny B divize I |

| Poř. | Tým         | Z | V | VP | PP | P | GV | GI | +/- | B  |
| ---- | ----------- | - | - | -- | -- | - | -- | -- | --- | -- |
| 1.   | Maďarsko    | 5 | 3 | 1  | 0  | 1 | 15 | 8  | +7  | 11 |
| 2.   | Slovinsko   | 5 | 3 | 0  | 0  | 2 | 14 | 8  | +6  | 9  |
| 3.   | Itálie      | 5 | 2 | 1  | 1  | 1 | 20 | 10 | +10 | 9  |
| 4.   | Rumunsko    | 5 | 3 | 0  | 0  | 2 | 11 | 17 | -6  | 9  |
| 5.   | Japonsko    | 5 | 1 | 0  | 1  | 3 | 11 | 17 | -6  | 4  |
| 6.   | Jižní Korea | 5 | 1 | 0  | 0  | 4 | 12 | 23 | -11 | 3  |

### Zápasy
Všechny časy jsou místní (UTC+2).
| 28. dubna 2024 12:30 | Jižní Korea | 4 : 2 (2:1, 0:1, 2:0) | Slovinsko | Sparkasse Arena, Bolzano Návštěvnost: 283 |  |

| Report | |                         |                                                                   |                                                                          |
| Lee Yeon-seung                                                                                                   | Lee Yeon-seung                                                                                                   | Brankáři                | Matija Pintarič                                                   | Rozhodčí: Sean Fernandez Mike Langin Čároví: Knut Bråten Patrick Laguzov |
| 15:43' Kong (Kim Sang-u., Lee D.) 16:48' Shin (Ahn, Lee Y.) 48:17' Lee Ch. (Nam, Lee Y.) 55:15' Kim S. (Kim Si.) | 15:43' Kong (Kim Sang-u., Lee D.) 16:48' Shin (Ahn, Lee Y.) 48:17' Lee Ch. (Nam, Lee Y.) 55:15' Kim S. (Kim Si.) | 0:1 1:1 2:1 2:2 3:2 4:2 | 03:34' Sabolič (Tomaževič, Čepon) 22:25' Sodja (Beričič, Magovac) | Rozhodčí: Sean Fernandez Mike Langin Čároví: Knut Bråten Patrick Laguzov |
| 2 min | 2 min | Tresty                  | 4 min                                                             | Rozhodčí: Sean Fernandez Mike Langin Čároví: Knut Bråten Patrick Laguzov |
| 25 | 25 | Střely                  | 32                                                                | Rozhodčí: Sean Fernandez Mike Langin Čároví: Knut Bråten Patrick Laguzov |

| 28. dubna 2024 16:00 | Japonsko | 1 : 3 (0:1, 0:0, 1:2) | Maďarsko | Sparkasse Arena, Bolzano Návštěvnost: 2 052 |  |

| Report                                |                                       |                 | |                                                                          |
| Juta Narisawa                         | Juta Narisawa                         | Brankáři        | Bence Bálizs                                                                                                  | Rozhodčí: Uldis Bušs Mads Frandsen Čároví: Daniel Beresford Gašper Zgonc |
| Nakadžima (Hitosato, Jonejama) 46:52' | Nakadžima (Hitosato, Jonejama) 46:52' | 0:1 0:2 1:2 1:3 | 07:57' Varga (Szabó, Hári) 41:58' Terbócs (Németh, Ortenszky) 59:12' Hári (Galló, Nilsson, do prázdné branky) | Rozhodčí: Uldis Bušs Mads Frandsen Čároví: Daniel Beresford Gašper Zgonc |
| 6 min                                 | 6 min                                 | Tresty          | 10 min | Rozhodčí: Uldis Bušs Mads Frandsen Čároví: Daniel Beresford Gašper Zgonc |
| 31                                    | 31                                    | Střely          | 19 | Rozhodčí: Uldis Bušs Mads Frandsen Čároví: Daniel Beresford Gašper Zgonc |

| 28. dubna 2024 19:30 | Rumunsko | 1 : 6 (0:2, 1:2, 0:2) | Itálie | Sparkasse Arena, Bolzano Návštěvnost: 3 011 |  |

| Report         |                |                             | |                                                                                    |
| Zoltán Tőke    | Zoltán Tőke    | Brankáři                    | Andreas Bernard | Rozhodčí: Geoffrey Barcelo Benjamin Hoppe Čároví: Clément Goncalves Tommi Niittyla |
| Részegh 26:15' | Részegh 26:15' | 0:1 0:2 1:2 1:3 1:4 1:5 1:6 | 17:03' Salinitri (Trivellato, Seed) 19:46' Catenacci (Salinitri, Gazley) 35:27' Frank 38:50' Salinitri (Frigo) 47:44' Marchetti 51:27' Kostner (Marchetti) | Rozhodčí: Geoffrey Barcelo Benjamin Hoppe Čároví: Clément Goncalves Tommi Niittyla |
| 8 min          | 8 min          | Tresty                      | 2 min | Rozhodčí: Geoffrey Barcelo Benjamin Hoppe Čároví: Clément Goncalves Tommi Niittyla |
| 20             | 20             | Střely                      | 55 | Rozhodčí: Geoffrey Barcelo Benjamin Hoppe Čároví: Clément Goncalves Tommi Niittyla |

| 30. dubna 2024 12:30 | Slovinsko | 6 : 1 (1:1, 3:0, 2:0) | Rumunsko | Sparkasse Arena, Bolzano Návštěvnost: 1 304 |  |

| Report | |                             |                                 |                                                                       |
| Gašper Krošelj | Gašper Krošelj | Brankáři                    | Attila Adorján                  | Rozhodčí: Uldis Bušs Peter Stano Čároví: Knut Bråten Davide Mantovani |
| Bohinc (Tomaževič, Macuh) 15:43' Tičar (Sabolič) 20:39' Török (Sabolič, Podlipnik) 36:36' Mahkovec (Podlipnik, Beričič) 37:47' Mahkovec (Crnovič, Ćosić) 46:35' Tičar (Sabolič, Podlipnik) 48:08' | Bohinc (Tomaževič, Macuh) 15:43' Tičar (Sabolič) 20:39' Török (Sabolič, Podlipnik) 36:36' Mahkovec (Podlipnik, Beričič) 37:47' Mahkovec (Crnovič, Ćosić) 46:35' Tičar (Sabolič, Podlipnik) 48:08' | 0:1 1:1 2:1 3:1 4:1 5:1 6:1 | 03:40' Zagidullin (Salló, Bors) | Rozhodčí: Uldis Bušs Peter Stano Čároví: Knut Bråten Davide Mantovani |
| 10 min | 10 min | Tresty                      | 12 min                          | Rozhodčí: Uldis Bušs Peter Stano Čároví: Knut Bråten Davide Mantovani |
| 47 | 47 | Střely                      | 10                              | Rozhodčí: Uldis Bušs Peter Stano Čároví: Knut Bråten Davide Mantovani |

| 30. dubna 2024 16:00 | Maďarsko | 6 : 2 (2:1, 4:0, 0:1) | Jižní Korea | Sparkasse Arena, Bolzano Návštěvnost: 1 450 |  |

| Report | |                                 |                                                                       |                                                                            |
| Bence Bálizs | Bence Bálizs | Brankáři                        | Ha Čong-ho (od 29. minuty I Jon-sung)                                 | Rozhodčí: Mads Frandsen Milan Zrnić Čároví: Patrick Laguzov Tommi Niittyla |
| Erdély (Papp, Kiss) 13:35' Sofron (Varga, Szabó) 16:40' Stipsicz (Sofron, Hári) 24:25' Sebők (Nilsson, Szabó) 27:31' Mihály (Ortenszky, Terbócs) 28:07' Erdély (Papp, Sebők) 30:13' | Erdély (Papp, Kiss) 13:35' Sofron (Varga, Szabó) 16:40' Stipsicz (Sofron, Hári) 24:25' Sebők (Nilsson, Szabó) 27:31' Mihály (Ortenszky, Terbócs) 28:07' Erdély (Papp, Sebők) 30:13' | 0:1 1:1 2:1 3:1 4:1 5:1 6:1 6:2 | 01:28' Jong-čun (Sang-hun, Min-čä) 48:31' Sang-hun (Si-han, Sang-job) | Rozhodčí: Mads Frandsen Milan Zrnić Čároví: Patrick Laguzov Tommi Niittyla |
| 31 min | 31 min | Tresty                          | 35 min                                                                | Rozhodčí: Mads Frandsen Milan Zrnić Čároví: Patrick Laguzov Tommi Niittyla |
| 31 | 31 | Střely                          | 33                                                                    | Rozhodčí: Mads Frandsen Milan Zrnić Čároví: Patrick Laguzov Tommi Niittyla |

| 30. dubna 2024 19:30 | Itálie | 4 : 3 PP (0:0, 2:2, 1:1 – 1:0) | Japonsko | Sparkasse Arena, Bolzano Návštěvnost: 3 437 |  |

| Report | |                             |                                                                                                  |                                                                                      |
| Damian Clara | Damian Clara | Brankáři                    | Juta Narisawa                                                                                    | Rozhodčí: Geoffrey Barcelo Sean Fernandez Čároví: Daniel Beresford Clément Goncalves |
| Gazley (Catenacci, Salinitri) 23:59' Kostner (de Luca, Gazley) 29:48' Larkin (Spornberger, Marchetti) 56:19' Frigo (Mantenuto) 60:05' | Gazley (Catenacci, Salinitri) 23:59' Kostner (de Luca, Gazley) 29:48' Larkin (Spornberger, Marchetti) 56:19' Frigo (Mantenuto) 60:05' | 1:0 2:0 2:1 2:2 2:3 3:3 4:3 | 31:19' Sato (Nakadžima, Hanzawa) 34:38' Sato (Irikura, Isogaj) 52:55' Jonejama (Irikura, Isogaj) | Rozhodčí: Geoffrey Barcelo Sean Fernandez Čároví: Daniel Beresford Clément Goncalves |
| 6 min | 6 min | Tresty                      | 8 min                                                                                            | Rozhodčí: Geoffrey Barcelo Sean Fernandez Čároví: Daniel Beresford Clément Goncalves |
| 35 | 35 | Střely                      | 19                                                                                               | Rozhodčí: Geoffrey Barcelo Sean Fernandez Čároví: Daniel Beresford Clément Goncalves |

| 1. května 2024 12:30 | Maďarsko | 1 : 2 (0:0, 0:0, 1:2) | Rumunsko | Sparkasse Arena, Bolzano Návštěvnost: 2 213 |  |

| Report                          |                                 |             |                                                           |                                                                            |
| Bence Bálizs                    | Bence Bálizs                    | Brankáři    | Zoltán Tőke                                               | Rozhodčí: Benjamin Hoppe Milan Zrnić Čároví: Davide Mantovani Gašper Zgonc |
| Hári (Hadobás, Stipsicz) 55:40' | Hári (Hadobás, Stipsicz) 55:40' | 0:1 1:1 1:2 | 49:29' Péter 59:09' Sándor-Székely (Gliga, Ferencz-Csibi) | Rozhodčí: Benjamin Hoppe Milan Zrnić Čároví: Davide Mantovani Gašper Zgonc |
| 2 min                           | 2 min                           | Tresty      | 4 min                                                     | Rozhodčí: Benjamin Hoppe Milan Zrnić Čároví: Davide Mantovani Gašper Zgonc |
| 32                              | 32                              | Střely      | 19                                                        | Rozhodčí: Benjamin Hoppe Milan Zrnić Čároví: Davide Mantovani Gašper Zgonc |

| 1. května 2024 16:00 | Japonsko | 4 : 3 (0:1, 2:1, 2:1) | Jižní Korea | Sparkasse Arena, Bolzano Návštěvnost: 1 738 |  |

| Report | |                             | |                                                                           |
| Jutaka Fukufuži | Jutaka Fukufuži | Brankáři                    | I Jon-sung | Rozhodčí: Geoffrey Barcelo Mike Langin Čároví: Knut Bråten Tommi Niittyla |
| Lawlor (J. Sato, Nakadžima) 21:42' Isogaj (Otsu) 36:59' J. Sato (Nakadžima) 51:40' Isogaj (K. Sato, Lawlor) 53:03' | Lawlor (J. Sato, Nakadžima) 21:42' Isogaj (Otsu) 36:59' J. Sato (Nakadžima) 51:40' Isogaj (K. Sato, Lawlor) 53:03' | 0:1 1:1 1:2 2:2 2:3 3:3 4:3 | 15:25' Hjo-Sok (Jun-sok, Čchong-min) 26:56' Čchong-min (Jun-sok, Sang-uk) 40:14' Don-ku (Čchong-min, Sang-uk) | Rozhodčí: Geoffrey Barcelo Mike Langin Čároví: Knut Bråten Tommi Niittyla |
| 4 min | 4 min | Tresty                      | 4 min | Rozhodčí: Geoffrey Barcelo Mike Langin Čároví: Knut Bråten Tommi Niittyla |
| 31 | 31 | Střely                      | 46 | Rozhodčí: Geoffrey Barcelo Mike Langin Čároví: Knut Bråten Tommi Niittyla |

| 1. května 2024 19:30 | Slovinsko | 2 : 0 (1:0, 0:0, 1:0) | Itálie | Sparkasse Arena, Bolzano Návštěvnost: 4 238 |  |

| Report                                                          |                                                                 |          |              |                                                                              |
| Gašper Krošelj                                                  | Gašper Krošelj                                                  | Brankáři | Damian Clara | Rozhodčí: Mads Frandsen Peter Stano Čároví: Daniel Beresford Patrick Laguzov |
| Tičar (Crnovič, Bohinc) 15:52' Kuralt (Tomaževič, Mašič) 44:08' | Tičar (Crnovič, Bohinc) 15:52' Kuralt (Tomaževič, Mašič) 44:08' | 1:0 2:0  |              | Rozhodčí: Mads Frandsen Peter Stano Čároví: Daniel Beresford Patrick Laguzov |
| 6 min                                                           | 6 min                                                           | Tresty   | 2 min        | Rozhodčí: Mads Frandsen Peter Stano Čároví: Daniel Beresford Patrick Laguzov |
| 25                                                              | 25                                                              | Střely   | 30           | Rozhodčí: Mads Frandsen Peter Stano Čároví: Daniel Beresford Patrick Laguzov |

| 3. května 2024 12:30 | Jižní Korea | 2 : 3 (0:1, 0:1, 2:1) | Rumunsko | Sparkasse Arena, Bolzano Návštěvnost: 252 |  |

| Report                                                      |                                                             |                     |                                                           |                                                                                |
| I Jon-sung                                                  | I Jon-sung                                                  | Brankáři            | Zoltán Tőke                                               | Rozhodčí: Benjamin Hoppe Milan Zrnić Čároví: Clément Goncalves Patrick Laguzov |
| Sang-hun (Jong-čun) 43:02' Čin-hü (Jong-čun, Hui-du) 53:58' | Sang-hun (Jong-čun) 43:02' Čin-hü (Jong-čun, Hui-du) 53:58' | 0:1 0:2 1:2 2:2 2:3 | 14:38' Gliga 38:01' Sándor-Székely 55:31' Péter (Részegh) | Rozhodčí: Benjamin Hoppe Milan Zrnić Čároví: Clément Goncalves Patrick Laguzov |
| 2 min                                                       | 2 min                                                       | Tresty              | 8 min                                                     | Rozhodčí: Benjamin Hoppe Milan Zrnić Čároví: Clément Goncalves Patrick Laguzov |
| 30                                                          | 30                                                          | Střely              | 17                                                        | Rozhodčí: Benjamin Hoppe Milan Zrnić Čároví: Clément Goncalves Patrick Laguzov |

| 3. května 2024 16:00 | Slovinsko | 3 : 1 (2:0, 0:1, 1:0) | Japonsko | Sparkasse Arena, Bolzano Návštěvnost: 1 750 |  |

| Report                                                                 |                                                                        |                 |                                         |                                                                             |
| Gašper Krošelj                                                         | Gašper Krošelj                                                         | Brankáři        | Juta Narisawa                           | Rozhodčí: Uldis Bušs Sean Fernandez Čároví: Davide Mantovani Tommi Niittyla |
| Mehle (Sodja) 03:43' Simšič (Drozg) 12:40' Drozg (Macuh, Török) 59:32' | Mehle (Sodja) 03:43' Simšič (Drozg) 12:40' Drozg (Macuh, Török) 59:32' | 1:0 2:0 2:1 3:1 | 30:39' Š. Nakadžima (K. Otsu, Jonejama) | Rozhodčí: Uldis Bušs Sean Fernandez Čároví: Davide Mantovani Tommi Niittyla |
| 6 min                                                                  | 6 min                                                                  | Tresty          | 8 min                                   | Rozhodčí: Uldis Bušs Sean Fernandez Čároví: Davide Mantovani Tommi Niittyla |
| 31                                                                     | 31                                                                     | Střely          | 31                                      | Rozhodčí: Uldis Bušs Sean Fernandez Čároví: Davide Mantovani Tommi Niittyla |

| 3. května 2024 19:30 | Itálie | 2 : 3 PP (0:0, 1:1, 1:1 – 0:1) | Maďarsko | Sparkasse Arena, Bolzano Návštěvnost: 5 394 |  |

| Report                                                                  |                                                                         |                     |                                                                               |                                                                    |
| Damian Clara                                                            | Damian Clara                                                            | Brankáři            | Bence Bálizs                                                                  | Rozhodčí: Mike Langin Peter Stano Čároví: Knut Bråten Gašper Zgonc |
| Pietroniro (Trivellato, de Luca) 38:56' Frank (Mantenuto, Frigo) 43:48' | Pietroniro (Trivellato, de Luca) 38:56' Frank (Mantenuto, Frigo) 43:48' | 0:1 1:1 1:2 2:2 2:3 | 30:27' Sofron (Varga) 42:35' Mihály (Ortenszky) 63:54' Varga (Hári, Stipsicz) | Rozhodčí: Mike Langin Peter Stano Čároví: Knut Bråten Gašper Zgonc |
| 10 min                                                                  | 10 min                                                                  | Tresty              | 16 min                                                                        | Rozhodčí: Mike Langin Peter Stano Čároví: Knut Bråten Gašper Zgonc |
| 41                                                                      | 41                                                                      | Střely              | 21                                                                            | Rozhodčí: Mike Langin Peter Stano Čároví: Knut Bråten Gašper Zgonc |

| 4. května 2024 12:30 | Rumunsko | 4 : 2 (2:1, 1:0, 1:1) | Japonsko | Sparkasse Arena, Bolzano Návštěvnost: 1 015 |  |

| Report | |                         |                                                |                                                                                 |
| Zoltán Tőke | Zoltán Tőke | Brankáři                | Juta Narisawa                                  | Rozhodčí: Geoffrey Barcelo Sean Fernandez Čároví: Davide Mantovani Gašper Zgonc |
| Gliga (Skačkov, Zagidullin) 04:26' Skachkov (Bors) 18:35' Rokaly (Részegh, Péter) 34:15' Haaranen (Gliga, do prázdné branky) 59:03' | Gliga (Skačkov, Zagidullin) 04:26' Skachkov (Bors) 18:35' Rokaly (Részegh, Péter) 34:15' Haaranen (Gliga, do prázdné branky) 59:03' | 1:0 1:1 2:1 3:1 3:2 4:2 | 18:17' Isogaj 56:21' J. Sato (Hanzawa, Jamada) | Rozhodčí: Geoffrey Barcelo Sean Fernandez Čároví: Davide Mantovani Gašper Zgonc |
| 4 min | 4 min | Tresty                  | 4 min                                          | Rozhodčí: Geoffrey Barcelo Sean Fernandez Čároví: Davide Mantovani Gašper Zgonc |
| 18 | 18 | Střely                  | 30                                             | Rozhodčí: Geoffrey Barcelo Sean Fernandez Čároví: Davide Mantovani Gašper Zgonc |

| 4. května 2024 16:00 | Itálie | 8 : 1 (4:0, 0:1, 4:0) | Jižní Korea | Sparkasse Arena, Bolzano Návštěvnost: 4 225 |  |

| Report | |                                     |                                  |                                                                             |
| Damian Clara | Damian Clara | Brankáři                            | Ha Čong-ho                       | Rozhodčí: Uldis Bušs Peter Stano Čároví: Daniel Beresford Clément Goncalves |
| Frigo (Frank, Trivellato) 00:21' Mantenuto (Frank, Frank) 06:27' Kostner (Marchetti, Pietroniro) 13:21' Frank (Mantenuto, Larkin) 19:51' Catenacci (Larkin, Gazley) 41:10' Mantenuto 43:05' Salinitri (Larkin, Catenacci) 43:31' Marchetti (Kostner, Trivellato) 44:00' | Frigo (Frank, Trivellato) 00:21' Mantenuto (Frank, Frank) 06:27' Kostner (Marchetti, Pietroniro) 13:21' Frank (Mantenuto, Larkin) 19:51' Catenacci (Larkin, Gazley) 41:10' Mantenuto 43:05' Salinitri (Larkin, Catenacci) 43:31' Marchetti (Kostner, Trivellato) 44:00' | 1:0 2:0 3:0 4:0 4:1 5:1 6:1 7:1 8:1 | 21:10' Sang-hun (Hui-du, Čin-hü) | Rozhodčí: Uldis Bušs Peter Stano Čároví: Daniel Beresford Clément Goncalves |
| 10 min | 10 min | Tresty                              | 29 min                           | Rozhodčí: Uldis Bušs Peter Stano Čároví: Daniel Beresford Clément Goncalves |
| 43 | 43 | Střely                              | 29                               | Rozhodčí: Uldis Bušs Peter Stano Čároví: Daniel Beresford Clément Goncalves |

| 4. května 2024 19:30 | Maďarsko | 2 : 1 (1:0, 0:1, 1:0) | Slovinsko | Sparkasse Arena, Bolzano Návštěvnost: 2 169 |  |

| Report                                                     |                                                            |             |                               |                                                                            |
| Bence Bálizs                                               | Bence Bálizs                                               | Brankáři    | Gašper Krošelj                | Rozhodčí: Mads Frandsen Mike Langin Čároví: Patrick Laguzov Tommi Niittyla |
| Hári (Terbócs, Mihály) 07:09' Papp (Varga, Nilsson) 57:09' | Hári (Terbócs, Mihály) 07:09' Papp (Varga, Nilsson) 57:09' | 1:0 1:1 2:1 | 25:38' Tičar (Sabolič, Török) | Rozhodčí: Mads Frandsen Mike Langin Čároví: Patrick Laguzov Tommi Niittyla |
| 6 min                                                      | 6 min                                                      | Tresty      | 8 min                         | Rozhodčí: Mads Frandsen Mike Langin Čároví: Patrick Laguzov Tommi Niittyla |
| 29                                                         | 29                                                         | Střely      | 36                            | Rozhodčí: Mads Frandsen Mike Langin Čároví: Patrick Laguzov Tommi Niittyla |

### Hráčské statistiky

#### Kanadské bodování
Toto je konečné pořadí hráčů podle dosažených bodů. Za jeden vstřelený gól nebo přihrávku na gól hráč získal jeden bod.
| Poř. | Hráč              | Tým         | Z | G | A | B | TM | +/- |
| ---- | ----------------- | ----------- | - | - | - | - | -- | --- |
| 1.   | János Hári        | Maďarsko    | 5 | 3 | 3 | 6 | 2  | +5  |
| 2.   | Sin Sang-hun      | Jižní Korea | 5 | 4 | 1 | 5 | 6  | +1  |
| 3.   | Daniel Frank      | Itálie      | 5 | 3 | 2 | 5 | 2  | +5  |
| 3.   | Sota Isogaj       | Japonsko    | 5 | 3 | 2 | 5 | 0  | +3  |
| 3.   | Anthony Salinitri | Itálie      | 5 | 3 | 2 | 5 | 0  | -1  |
| 6.   | Luca Frigo        | Itálie      | 5 | 2 | 3 | 5 | 2  | +5  |
| 6.   | Daniel Mantenuto  | Itálie      | 5 | 2 | 3 | 5 | 4  | +6  |
| 6.   | Michele Marchetti | Itálie      | 5 | 2 | 3 | 5 | 0  | +2  |
| 6.   | Balázs Varga      | Maďarsko    | 5 | 2 | 3 | 5 | 6  | +3  |
| 10.  | I Jong-čun        | Jižní Korea | 5 | 1 | 4 | 5 | 0  | -3  |
| 10.  | Robert Sabolič    | Slovinsko   | 5 | 1 | 4 | 5 | 0  | +1  |

#### Hodnocení brankářů
Toto je konečné pořadí pěti nejlepších brankářů.
| Poř. | Hráč           | Tým         | Z. | MIN    | OG | PZ  | PS  | POG  | Úsp%  |
| ---- | -------------- | ----------- | -- | ------ | -- | --- | --- | ---- | ----- |
| 1.   | Gašper Krošelj | Slovinsko   | 4  | 238:20 | 4  | 96  | 100 | 1.01 | 96.00 |
| 2.   | Bence Bálizs   | Maďarsko    | 5  | 303:09 | 8  | 152 | 160 | 1.58 | 95.00 |
| 3.   | Zoltán Tőke    | Rumunsko    | 4  | 240:00 | 11 | 136 | 147 | 2.75 | 92.52 |
| 4.   | Damian Clara   | Itálie      | 4  | 241:12 | 9  | 85  | 94  | 2.24 | 90.43 |
| 5.   | I Jon-sung     | Jižní Korea | 4  | 209:05 | 10 | 83  | 93  | 2.87 | 89.25 |

### Ocenění
| Pozice  | Hráč           |
| ------- | -------------- |
| Brankář | Gašper Krošelj |
| Obránce | Thomas Larkin  |
| Útočník | Rok Tičar      |

## Skupina B

### Účastníci
| Tým        | Kvalifikace                                              |
| ---------- | -------------------------------------------------------- |
| Litva      | Pořadatel, 6. místo v Divizi I – skupina A 2023 – sestup |
| Ukrajina   | 2. místo v Divizi I – skupina B 2023                     |
| Čína       | 3. místo v Divizi I – skupina B 2023                     |
| Estonsko   | 4. místo v Divizi I – skupina B 2023                     |
| Nizozemsko | 5. místo v Divizi I – skupina B 2023                     |
| Španělsko  | 1. místo v Divizi II – skupina A 2023 – postup           |

### Rozhodčí
| Hlavní | Čároví |
| --- | --- |
| - Adam Bloski - Trpimir Piragić - Rasmus Ankersen - Bastian Steingross - Anton Boryayev - Roy Hansen - Richard Magnusson - Nolan Bloyer | - Frédéric Monnaie - Shawn Oliver - Norbert Muzsik - Agris Ozoliņš - Aleksej Sascenkov - Gustav Jönsson - John Rey |

### Tabulka
|  | Postupující do skupiny A divize I  |
|  | Sestupující do skupiny A divize II |

| Poř. | Tým        | Z | V | VP | PP | P | GV | GI | +/- | B  |
| ---- | ---------- | - | - | -- | -- | - | -- | -- | --- | -- |
| 1.   | Ukrajina   | 5 | 5 | 0  | 0  | 0 | 31 | 2  | +29 | 15 |
| 2.   | Litva      | 5 | 4 | 0  | 0  | 1 | 16 | 7  | +9  | 12 |
| 3.   | Estonsko   | 5 | 2 | 1  | 0  | 2 | 11 | 20 | -9  | 8  |
| 4.   | Čína       | 5 | 2 | 0  | 0  | 3 | 11 | 16 | -5  | 6  |
| 5.   | Španělsko  | 5 | 1 | 0  | 1  | 3 | 6  | 20 | -14 | 4  |
| 6.   | Nizozemsko | 5 | 0 | 0  | 0  | 5 | 4  | 14 | -10 | 0  |

### Zápasy
Všechny časy jsou místní (UTC+3).
| 27. dubna 2024 12:30 | Nizozemsko | 0 : 3 (0:0, 0:1, 0:2) | Čína | Twinsbet Arena, Vilnius Návštěvnost: 212 |  |

| Report            |                   |             |                                                                                            |                                                                               |
| Ruud Leeuwesteijn | Ruud Leeuwesteijn | Brankáři    | Sun Zehao                                                                                  | Rozhodčí: Rasmus Ankersen Adam Bloski Čároví: Gustav Jönsson Frédéric Monnaie |
|                   |                   | 0:1 0:2 0:3 | 24:12' Hou (Z. Chen, S. Shifeng) 49:35' Zheng (Hou, Wang) 55:33' Zhang (do prázdné branky) | Rozhodčí: Rasmus Ankersen Adam Bloski Čároví: Gustav Jönsson Frédéric Monnaie |
| 10 min            | 10 min            | Tresty      | 4 min                                                                                      | Rozhodčí: Rasmus Ankersen Adam Bloski Čároví: Gustav Jönsson Frédéric Monnaie |
| 28                | 28                | Střely      | 28                                                                                         | Rozhodčí: Rasmus Ankersen Adam Bloski Čároví: Gustav Jönsson Frédéric Monnaie |

| 27. dubna 2024 16:00 | Španělsko | 0 : 3 (0:0, 0:2, 0:1) | Litva | Twinsbet Arena, Vilnius Návštěvnost: 2 516 |  |

| Report | |             |                |                                                                           |
| Raul Barbo | Raul Barbo | Brankáři    | Mantas Armalis | Rozhodčí: Nolan Bloyer Anton Boryayev Čároví: Norbert Muzsik Shawn Oliver |
| 22:07' Kumeliauskas (Četvertak) 37:09' Gintautas (Čižas, Rumševičius) 54:23' Kudrevičius (Ališauskas, Noreika) | 22:07' Kumeliauskas (Četvertak) 37:09' Gintautas (Čižas, Rumševičius) 54:23' Kudrevičius (Ališauskas, Noreika) | 0:1 0:2 0:3 |                | Rozhodčí: Nolan Bloyer Anton Boryayev Čároví: Norbert Muzsik Shawn Oliver |
| 4 min | 4 min | Tresty      | 8 min          | Rozhodčí: Nolan Bloyer Anton Boryayev Čároví: Norbert Muzsik Shawn Oliver |
| 23 | 23 | Střely      | 38             | Rozhodčí: Nolan Bloyer Anton Boryayev Čároví: Norbert Muzsik Shawn Oliver |

| 27. dubna 2024 19:30 | Estonsko | 0 : 8 (0:1, 0:3, 0:4) | Ukrajina | Twinsbet Arena, Vilnius Návštěvnost: 227 |  |

| Report        |               |                                 | |                                                                           |
| Conrad Mölder | Conrad Mölder | Brankáři                        | Bogdan Djačenko | Rozhodčí: Roy Hansen Richard Magnusson Čároví: John Rey Aleksej Sascenkov |
|               |               | 0:1 0:2 0:3 0:4 0:5 0:6 0:7 0:8 | 11:44' Peresunko (Ratušnyj, Mazur) 21:36' Sadovikov (Zacharov, Lialka) 21:47' Denyskin (Ratušnyj, Fadjejev) 25:27' Trakht (Peresunko, Pangelov-Juldašev) 47:24' Kryvošapkin (Vorona, Janiševskyj) 52:41' Merežko (Peresunko, Tolstuško) 54:58' Merežko (Janiševskyj) 55:55' Morozov (Sadovikov) | Rozhodčí: Roy Hansen Richard Magnusson Čároví: John Rey Aleksej Sascenkov |
| 4 min         | 4 min         | Tresty                          | 6 min | Rozhodčí: Roy Hansen Richard Magnusson Čároví: John Rey Aleksej Sascenkov |
| 16            | 16            | Střely                          | 34 | Rozhodčí: Roy Hansen Richard Magnusson Čároví: John Rey Aleksej Sascenkov |

| 28. dubna 2024 12:30 | Čína | 7 : 1 (2:1, 1:0, 4:0) | Španělsko | Twinsbet Arena, Vilnius Návštěvnost: 253 |  |

| Report | |                                 |                                            |                                                                                      |
| Chen Shifeng | Chen Shifeng | Brankáři                        | Raul Barbo (od 21. minuty Marco Hernández) | Rozhodčí: Trpimir Piragić Bastian Steingross Čároví: Agris Ozoliņš Aleksej Sascenkov |
| 03:10' Yan J. (Zuo, Zhang P.) 19:14' Hou (Wang J.) 36:51' Guo J. (Wang J., Hou) 40:53' Chen Z. (Hou) 44:43' Zuo 49:04' Yan J. (Guo S., Zhang P.) 56:31' Li Zhih. (Wang G., Zuo) | 03:10' Yan J. (Zuo, Zhang P.) 19:14' Hou (Wang J.) 36:51' Guo J. (Wang J., Hou) 40:53' Chen Z. (Hou) 44:43' Zuo 49:04' Yan J. (Guo S., Zhang P.) 56:31' Li Zhih. (Wang G., Zuo) | 1:0 1:1 2:1 3:1 4:1 5:1 6:1 7:1 | 17:58' Capillas (González, Torralba)       | Rozhodčí: Trpimir Piragić Bastian Steingross Čároví: Agris Ozoliņš Aleksej Sascenkov |
| 10 min | 10 min | Tresty                          | 4 min                                      | Rozhodčí: Trpimir Piragić Bastian Steingross Čároví: Agris Ozoliņš Aleksej Sascenkov |
| 30 | 30 | Střely                          | 31                                         | Rozhodčí: Trpimir Piragić Bastian Steingross Čároví: Agris Ozoliņš Aleksej Sascenkov |

| 28. dubna 2024 16:00 | Litva | 6 : 1 (3:1, 1:0, 2:0) | Estonsko | Twinsbet Arena, Vilnius Návštěvnost: 2 545 |  |

| Report | |                             |                                                   |                                                                        |
| Mantas Armalis | Mantas Armalis | Brankáři                    | Conrad Mölder (od . minuty Villem-Henrik Koitmaa) | Rozhodčí: Adam Bloski Roy Hansen Čároví: Frédéric Monnaie Shawn Oliver |
| Kaleinikovas (Ališauskas, Gintautas) 00:38' Gintautas (Grinius, Noreika) 07:37' Verenis (Kumeliauskas) 13:02' Kaleinikovas (Krakauskas, Laimutis) 35:18' Četverak (Kumeliauskas) 40:49' Verenis (Čižas, Seniut) 55:45' | Kaleinikovas (Ališauskas, Gintautas) 00:38' Gintautas (Grinius, Noreika) 07:37' Verenis (Kumeliauskas) 13:02' Kaleinikovas (Krakauskas, Laimutis) 35:18' Četverak (Kumeliauskas) 40:49' Verenis (Čižas, Seniut) 55:45' | 1:0 1:1 2:1 3:1 4:1 5:1 6:1 | 11:44' Jürgens (Rooba, Kombe)                     | Rozhodčí: Adam Bloski Roy Hansen Čároví: Frédéric Monnaie Shawn Oliver |
| 4 min | 4 min | Tresty                      | 12 min                                            | Rozhodčí: Adam Bloski Roy Hansen Čároví: Frédéric Monnaie Shawn Oliver |
| 33 | 33 | Střely                      | 17                                                | Rozhodčí: Adam Bloski Roy Hansen Čároví: Frédéric Monnaie Shawn Oliver |

| 28. dubna 2024 19:30 | Ukrajina | 4 : 0 (2:0, 1:0, 1:0) | Nizozemsko | Twinsbet Arena, Vilnius Návštěvnost: 283 |  |

| Report | |                  |                    |                                                                                |
| Eduard Zacharčenko | Eduard Zacharčenko | Brankáři         | Martjin Oosterwijk | Rozhodčí: Nolan Bloyer Richard Magnusson Čároví: Gustav Jönsson Norbert Muzsik |
| Pangelov-Juldašev (Sadovikov, Zacharov) 07:13' Merežko (Janiševskij, Morozov) 12:41' Zacharov (Lialka, Pangelov-Juldašev) 33:11' Peresunko (Morozov, Sysak) 45:44' | Pangelov-Juldašev (Sadovikov, Zacharov) 07:13' Merežko (Janiševskij, Morozov) 12:41' Zacharov (Lialka, Pangelov-Juldašev) 33:11' Peresunko (Morozov, Sysak) 45:44' | 1:0 2:0 3:0 4:0) |                    | Rozhodčí: Nolan Bloyer Richard Magnusson Čároví: Gustav Jönsson Norbert Muzsik |
| 10 min | 10 min | Tresty           | 6 min              | Rozhodčí: Nolan Bloyer Richard Magnusson Čároví: Gustav Jönsson Norbert Muzsik |
| 44 | 44 | Střely           | 15                 | Rozhodčí: Nolan Bloyer Richard Magnusson Čároví: Gustav Jönsson Norbert Muzsik |

| 30. dubna 2024 12:30 | Ukrajina | 9 : 0 (4:0, 2:0, 3:0) | Čína | Twinsbet Arena, Vilnius Návštěvnost: 175 |  |

| Report | |                                     |               |                                                                           |
| Eduard Zacharčenko | Eduard Zacharčenko | Brankáři                            | Čchen Š´-feng | Rozhodčí: Roy Hansen Trpimir Piragić Čároví: Norbert Muzsik Agris Ozoliņš |
| Merežko (Vorona, Fadjejev) 02:08' Peresunko (Dachnovskij, Pangelov-Juldašev) 09:46' Pangelov-Juldašev (Dachnovskij, Fadjejev) 11:33' Vorona (Merežko, Mazur) 13:18' Lialka (Sysak) 23:38' Peresunko (Mazur, Merežko) 37:04' Lialka (Kryvošapkin, Pangelov-Juldašev) 42:11' Denyskin (Sysak, Fadjejev) 51:06' Merežko (Zacharov) 57:46' | Merežko (Vorona, Fadjejev) 02:08' Peresunko (Dachnovskij, Pangelov-Juldašev) 09:46' Pangelov-Juldašev (Dachnovskij, Fadjejev) 11:33' Vorona (Merežko, Mazur) 13:18' Lialka (Sysak) 23:38' Peresunko (Mazur, Merežko) 37:04' Lialka (Kryvošapkin, Pangelov-Juldašev) 42:11' Denyskin (Sysak, Fadjejev) 51:06' Merežko (Zacharov) 57:46' | 1:0 2:0 3:0 4:0 5:0 6:0 7:0 8:0 9:0 |               | Rozhodčí: Roy Hansen Trpimir Piragić Čároví: Norbert Muzsik Agris Ozoliņš |
| 6 min | 6 min | Tresty                              | 12 min        | Rozhodčí: Roy Hansen Trpimir Piragić Čároví: Norbert Muzsik Agris Ozoliņš |
| 50 | 50 | Střely                              | 7             | Rozhodčí: Roy Hansen Trpimir Piragić Čároví: Norbert Muzsik Agris Ozoliņš |

| 30. dubna 2024 16:00 | Španělsko | 3 : 4 PP (1:1, 1:2, 1:0 – 0:1) | Estonsko | Twinsbet Arena, Vilnius Návštěvnost: 241 |  |

| Report                                                                                       |                                                                                              |                             | |                                                                                         |
| Raul Barbo                                                                                   | Raul Barbo                                                                                   | Brankáři                    | Villem-Henrik Koitmaa                                                                                        | Rozhodčí: Richard Magnusson Bastian Steingross Čároví: Gustav Jönsson Aleksej Sascenkov |
| Baldris (Rubio) 08:40' Zaballa (Donath, Muratet) 20:18' Capillas (Burgos, de Bonilla) 41:46' | Baldris (Rubio) 08:40' Zaballa (Donath, Muratet) 20:18' Capillas (Burgos, de Bonilla) 41:46' | 0:1 1:1 2:1 2:2 2:3 3:3 3:4 | 03:02' Jürgens (Kulintsev, Rooba) 23:23' Rooba (Fursa) 36:55' Viitanen (Kombe) 60:46' Rooba (Kombe, Ossipov) | Rozhodčí: Richard Magnusson Bastian Steingross Čároví: Gustav Jönsson Aleksej Sascenkov |
| 10 min                                                                                       | 10 min                                                                                       | Tresty                      | 27 min | Rozhodčí: Richard Magnusson Bastian Steingross Čároví: Gustav Jönsson Aleksej Sascenkov |
| 16                                                                                           | 16                                                                                           | Střely                      | 25 | Rozhodčí: Richard Magnusson Bastian Steingross Čároví: Gustav Jönsson Aleksej Sascenkov |

| 30. dubna 2024 19:30 | Litva | 3 : 2 (0:0, 2:1, 1:1) | Nizozemsko | Twinsbet Arena, Vilnius Návštěvnost: 2 413 |  |

| Report | |                     |                                               |                                                                            |
| Faustas Nauseda | Faustas Nauseda | Brankáři            | Ruud Leeuwesteijn                             | Rozhodčí: Rasmus Ankersen Anton Boryayev Čároví: Frédéric Monnaie John Rey |
| Kaleinikovas (Protčenko, Alisauskas) 23:01' Alisauskas (Krakauskas, Čižas) 35:31' Čižas (Kaleinikovas, Gintautas) 48:20' | Kaleinikovas (Protčenko, Alisauskas) 23:01' Alisauskas (Krakauskas, Čižas) 35:31' Čižas (Kaleinikovas, Gintautas) 48:20' | 0:1 1:1 2:1 3:1 3:2 | 20:59' Huisman (de Bonth, Sars) 53:26' Vosmer | Rozhodčí: Rasmus Ankersen Anton Boryayev Čároví: Frédéric Monnaie John Rey |
| 4 min | 4 min | Tresty              | 6 min                                         | Rozhodčí: Rasmus Ankersen Anton Boryayev Čároví: Frédéric Monnaie John Rey |
| 29 | 29 | Střely              | 20                                            | Rozhodčí: Rasmus Ankersen Anton Boryayev Čároví: Frédéric Monnaie John Rey |

| 1. května 2024 12:30 | Ukrajina | 6 : 1 (0:0, 1:1, 5:0) | Španělsko | Twinsbet Arena, Vilnius Návštěvnost: 364 |  |

| Report | |                             |                                         |                                                                             |
| Bogdan Djačenko | Bogdan Djačenko | Brankáři                    | Marco Hernández                         | Rozhodčí: Anton Boryayev Trpimir Piragić Čároví: Shawn Oliver Agris Ozoliņš |
| Trakht (Peresunko) 36:13' Sadovikov (Denyskin, Lialka) 43:28' Kryvošapkin (Dachnovskij, Denyskin) 45:12' Zacharov (Borodaj, Dachnovskij) 49:25' Sadovikov (Fadjejev, Lialka) 51:12' Trakht (Peresunko, Merežko) 57:31' | Trakht (Peresunko) 36:13' Sadovikov (Denyskin, Lialka) 43:28' Kryvošapkin (Dachnovskij, Denyskin) 45:12' Zacharov (Borodaj, Dachnovskij) 49:25' Sadovikov (Fadjejev, Lialka) 51:12' Trakht (Peresunko, Merežko) 57:31' | 0:1 1:1 2:1 3:1 4:1 5:1 6:1 | 23:13' González (de Bonilla, Carbonell) | Rozhodčí: Anton Boryayev Trpimir Piragić Čároví: Shawn Oliver Agris Ozoliņš |
| 6 min | 6 min | Tresty                      | 6 min                                   | Rozhodčí: Anton Boryayev Trpimir Piragić Čároví: Shawn Oliver Agris Ozoliņš |
| 41 | 41 | Střely                      | 12                                      | Rozhodčí: Anton Boryayev Trpimir Piragić Čároví: Shawn Oliver Agris Ozoliņš |

| 1. května 2024 16:00 | Estonsko | 3 : 2 (0:0, 2:1, 1:1) | Nizozemsko | Twinsbet Arena, Vilnius Návštěvnost: 195 |  |

| Report                                                                                       |                                                                                              |                     |                                                            |                                                                               |
| Villem-Henrik Koitmaa                                                                        | Villem-Henrik Koitmaa                                                                        | Brankáři            | Martijn Oosterwijk                                         | Rozhodčí: Adam Bloski Nolan Bloyer Čároví: Frédéric Monnaie Aleksej Sascenkov |
| Jürgens (Fursa, Kombe) 24:44' Kombe (Kookmaa, Rooba) 34:05' Rooba (Kulinstsev, Kombe) 24:44' | Jürgens (Fursa, Kombe) 24:44' Kombe (Kookmaa, Rooba) 34:05' Rooba (Kulinstsev, Kombe) 24:44' | 1:0 1:1 2:1 2:2 3:2 | 31:12' Filippini (Huisman) 42:04' Loginov (Sars, van Gorp) | Rozhodčí: Adam Bloski Nolan Bloyer Čároví: Frédéric Monnaie Aleksej Sascenkov |
| 4 min                                                                                        | 4 min                                                                                        | Tresty              | 12 min                                                     | Rozhodčí: Adam Bloski Nolan Bloyer Čároví: Frédéric Monnaie Aleksej Sascenkov |
| 34                                                                                           | 34                                                                                           | Střely              | 17                                                         | Rozhodčí: Adam Bloski Nolan Bloyer Čároví: Frédéric Monnaie Aleksej Sascenkov |

| 1. května 2024 19:30 | Čína | 0 : 3 (0:1, 0:0, 0:2) | Litva | Twinsbet Arena, Vilnius Návštěvnost: 2 592 |  |

| Report        |               |             | |                                                                              |
| Čchen Š´-feng | Čchen Š´-feng | Brankáři    | Mantas Armalis                                                                                         | Rozhodčí: Rasmus Ankersen Bastian Steingross Čároví: Gustav Jönsson John Rey |
|               |               | 0:1 0:2 0:3 | 04:10' Kaleinikovas (Čižas, Gintautas) 40:53' Kaleinikovas (Čižas, Gintautas) 59:59' Kaleinikovas (TS) | Rozhodčí: Rasmus Ankersen Bastian Steingross Čároví: Gustav Jönsson John Rey |
| 12 min        | 12 min        | Tresty      | 4 min                                                                                                  | Rozhodčí: Rasmus Ankersen Bastian Steingross Čároví: Gustav Jönsson John Rey |
| 15            | 15            | Střely      | 35 | Rozhodčí: Rasmus Ankersen Bastian Steingross Čároví: Gustav Jönsson John Rey |

| 3. května 2024 12:30 | Nizozemsko | 0 : 1 (0:0, 0:0, 0:1) | Španělsko | Twinsbet Arena, Vilnius Návštěvnost: 142 |  |

| Report             |                    |          |                                   |                                                                                 |
| Martijn Oosterwijk | Martijn Oosterwijk | Brankáři | Raul Barbo                        | Rozhodčí: Nolan Bloyer Bastian Steingross Čároví: Gustav Jönsson Norbert Muzsik |
|                    |                    | 0:1      | 41:45' Torralba (Baldris, Burgos) | Rozhodčí: Nolan Bloyer Bastian Steingross Čároví: Gustav Jönsson Norbert Muzsik |
| 8 min              | 8 min              | Tresty   | 8 min                             | Rozhodčí: Nolan Bloyer Bastian Steingross Čároví: Gustav Jönsson Norbert Muzsik |
| 15                 | 15                 | Střely   | 30                                | Rozhodčí: Nolan Bloyer Bastian Steingross Čároví: Gustav Jönsson Norbert Muzsik |

| 3. května 2024 16:00 | Čína | 1 : 3 (0:1, 0:0, 1:2) | Estonsko | Twinsbet Arena, Vilnius Návštěvnost: 236 |  |

| Report                            |                                   |                 | |                                                                                  |
| Čchen Š´-feng                     | Čchen Š´-feng                     | Brankáři        | Villem-Henrik Koitmaa                                                                              | Rozhodčí: Rasmus Ankersen Anton Boryayev Čároví: Agris Ozoliņš Aleksej Sascenkov |
| Ju-jang (Ťing, Pcheng-fej) 51:58' | Ju-jang (Ťing, Pcheng-fej) 51:58' | 0:1 0:2 1:2 1:3 | 13:02' Rooba (Kombe, Kulintsev) 50:16' Fursa (Jürgens, Kulintsev) 58:06' Rooba (do prázdné branky) | Rozhodčí: Rasmus Ankersen Anton Boryayev Čároví: Agris Ozoliņš Aleksej Sascenkov |
| 10 min                            | 10 min                            | Tresty          | 8 min                                                                                              | Rozhodčí: Rasmus Ankersen Anton Boryayev Čároví: Agris Ozoliņš Aleksej Sascenkov |
| 13                                | 13                                | Střely          | 31                                                                                                 | Rozhodčí: Rasmus Ankersen Anton Boryayev Čároví: Agris Ozoliņš Aleksej Sascenkov |

| 3. května 2024 19:30 | Litva | 1 : 4 (0:1, 0:1, 1:2) | Ukrajina | Twinsbet Arena, Vilnius Návštěvnost: 4 260 |  |

| Report                                  |                                         |                     | |                                                                       |
| Mantas Armalis                          | Mantas Armalis                          | Brankáři            | Bogdan Djačenko | Rozhodčí: Adam Bloski Richard Magnusson Čároví: Shawn Oliver John Rey |
| Noreika (Krakauskas, Ališauskas) 57:11' | Noreika (Krakauskas, Ališauskas) 57:11' | 0:1 0:2 0:3 1:3 1:4 | 09:19' Trakht (Merežko, Peresunko) 30:56' Trakht (Sysak, Peresunko) 53:54' Denyskin (Pangelov-Juldašev, Merežko) 57:51' Peresunko (do prázdné branky) | Rozhodčí: Adam Bloski Richard Magnusson Čároví: Shawn Oliver John Rey |
| 10 min                                  | 10 min                                  | Tresty              | 6 min | Rozhodčí: Adam Bloski Richard Magnusson Čároví: Shawn Oliver John Rey |
| 18                                      | 18                                      | Střely              | 25 | Rozhodčí: Adam Bloski Richard Magnusson Čároví: Shawn Oliver John Rey |

### Hráčské statistiky

#### Kanadské bodování
Toto je konečné pořadí hráčů podle dosažených bodů. Za jeden vstřelený gól nebo přihrávku na gól hráč získal jeden bod.
| Poř. | Hráč                    | Tým      | Z | G | A | B  | TM | +/- |
| ---- | ----------------------- | -------- | - | - | - | -- | -- | --- |
| 1.   | Oleksandr Peresunko     | Ukrajina | 5 | 5 | 6 | 11 | 0  | +10 |
| 2.   | Ihor Merežko            | Ukrajina | 5 | 4 | 5 | 9  | 4  | +12 |
| 3.   | Robert Rooba            | Estonsko | 5 | 5 | 3 | 8  | 2  | -3  |
| 4.   | Pylyp Pangelov-Juldašev | Ukrajina | 4 | 2 | 5 | 7  | 0  | +4  |
| 5.   | Kristjan Kombe          | Estonsko | 5 | 1 | 6 | 7  | 0  | -2  |
| 6.   | Andrij Denyskin         | Ukrajina | 5 | 4 | 2 | 6  | 0  | +7  |
| 7.   | Paulius Gintautas       | Litva    | 5 | 3 | 3 | 6  | 2  | +6  |
| 8.   | Čou Ji-jang             | Čína     | 5 | 3 | 3 | 6  | 0  | +1  |
| 9.   | Vitalij Lialka          | Ukrajina | 5 | 2 | 4 | 6  | 0  | +4  |
| 10.  | Ugnius Čižas            | Litva    | 5 | 1 | 5 | 6  | 2  | +6  |

#### Hodnocení brankářů
Toto je konečné pořadí pěti nejlepších brankářů.
| Poř. | Hráč               | Tým        | Z. | MIN    | OG | PZ  | PS  | POG  | Úsp%   |
| ---- | ------------------ | ---------- | -- | ------ | -- | --- | --- | ---- | ------ |
| 1.   | Eduard Zacharčenko | Ukrajina   | 2  | 120:00 | 0  | 22  | 22  | 0.00 | 100.00 |
| 2.   | Bogdan Djačenko    | Ukrajina   | 3  | 180:00 | 2  | 44  | 46  | 0.67 | 95.65  |
| 3.   | Mantas Armalis     | Litva      | 4  | 238:39 | 4  | 75  | 79  | 1.01 | 94.94  |
| 4.   | Martin Oosterwijk  | Nizozemsko | 3  | 176:09 | 8  | 100 | 108 | 2.72 | 92.59  |
| 5.   | Čchen Š´-feng      | Čína       | 5  | 298:24 | 15 | 159 | 174 | 3.02 | 91.38  |

### Ocenění
| Pozice  | Hráč           |
| ------- | -------------- |
| Brankář | Mantas Armalis |
| Obránce | Ihor Merežko   |
| Útočník | Robert Rooba   |